# 平成三十年度! 第三回ひとり紅白歌合戦
『Act Against AIDS 2018 平成三十年度! 第三回ひとり紅白歌合戦』（アクト・アゲインスト・エイズ にせんじゅうはち へいせいさんじゅうねんど だいさんかいひとりこうはくうたがっせん）は、桑田佳祐のライブ・ビデオ。2019年6月5日にBlu-rayとDVDで発売。発売元はタイシタレーベル / JVCケンウッド・ビクターエンタテインメント / SPEEDSTAR RECORDS。

## 背景
2018年11月29日・12月1日・2日にパシフィコ横浜 国立大ホールにて行われたライブであり、2008年の1回目、2013年の2回目に続いて今回は3回目の「ひとり紅白歌合戦」となる。なお、2020年7月にAct Against AIDS活動がその役割を終えるのに伴い「ひとり紅白歌合戦」の企画も完結することが発表された。

## リリース
本作はBlu-ray・DVDの両方に初回限定盤と通常盤があるため4形態となる。初回限定盤には過去の2回（『昭和八十三年度! ひとり紅白歌合戦』『昭和八十八年度! 第二回ひとり紅白歌合戦』）の映像も収められBlu-ray3枚組・DVD6枚組となる。収益金の一部は、Act Against AIDS事務局を通じてさまざまなエイズ啓発活動に使用される。
初回限定盤には「ひとり紅白歌合戦」を紐解くコンプリートブック「ひとり紅白歌合戦読本」が特典として付属となり、全3回分の「ひとり紅白歌合戦」を振り返る写真やデータ、桑田の歌謡曲への愛情とリスペクト、紅白歌合戦への思い、少年時代からサザンのデビュー当初の思い出も交えて語りつくすインタビューも掲載されている。

## プロモーション
2019年3月20日にNHKにて特別番組『桑田佳祐 大衆音楽史「ひとり紅白歌合戦」～昭和・平成、そして新たな時代へ～』が放送された。内容は2008年、2013年、2018年の全3回「ひとり紅白歌合戦」を行い、昭和の歌謡曲やグループ・サウンズ、フォーク、ニューミュージックそして平成のJ-POPまで、171曲をカバーした桑田が再発見した楽曲の魅力、先達たちへの思い、桑田自身の新時代に向けた抱負までをも語ったものになっている。また、2018年に35年ぶりとしてサザンオールスターズが本家の紅白に出場して、北島三郎や松任谷由実との共演についてのインタビューも放送された。この放送は2019年4月30日にNHK BSプレミアムにて再放送が行われ、前回より20分拡大の90分で放送された。
発売されると各店舗では売り切れが続出し、2019年6月4日付のオリコンデイリーBlu-rayランキンング、DVDランキングで1位を獲得し、獲得したことを受け、自身のYouTubeチャンネルにて『ひとり紅白歌合戦』の内容を凝縮した『ひとり紅白歌合戦 名迷場面集』が公開された。

## ライブ

### スケジュール
- 2018年11月29日・12月1日・12月2日 パシフィコ横浜 国立大ホール

### エピソード
前回まではイベント名に平成ではなく「昭和〇〇年度」と表記されていたが、今回は「平成三十年度」と本来の元号になっている。これは当時の天皇の譲位に伴い平成が終わることが既に報じられていたこととひとり紅白およびAct Against AIDS活動の完結が影響している。同様にこれまでのような昭和の『NHK紅白歌合戦』のパロディではなく、『第69回NHK紅白歌合戦』を意識した演出も見受けられている。
これまでと同様にオープニングのナレーションはクリス・ペプラー。「特別審査員」として爆笑問題がVTR出演している。また、「中の島ブルース」では大泉洋がVTR出演している。「大空と大地の中で」と「知床旅情」は北海道胆振東部地震の被災地・被災者へのエールとして演奏された。「世界の国からこんにちは」では2番の歌詞が「巡り会い 愛し合う 時が来たなら　大切な 大切な 人を守ろう」「お互いに お互いに エイズを知ろう」といったエイズ啓発を行う内容に変わっている。「ある日渚に」では加山雄三が主演した映画『リオの若大将』の映像が流れた。「中の島ブルース」ではこれまで通り桑田は「ヅラ山田洋とクールファイブ」のメンバー全員に扮し、大泉洋の登場時には「ヅラ山田洋と大泉洋とクールファイブ」に瞬間的になった。特別枠では関口和之・松田弘・野沢秀行・原由子がゲスト出演。前回と同様に桑田と共にザ・ドリフターズに扮した。「YOUNG MAN (Y.M.C.A.)」と「100万年の幸せ!!」は2018年に亡くなり、桑田とも交流があった西城秀樹とさくらももこを追悼するために歌唱された。前者の歌唱中には1995年に西城がゲスト出演したサザンのライブ「ホタル・カリフォルニア」の映像が流れ、「Y・M・C・A」コールを観客と行った後に「M・O・M・O・K・O」と歌い次曲へと繋げ、後者の歌唱中にはちびまる子ちゃんのアニメーションが流れた。また、リハーサルを見ていた原由子はこの2曲の前に命がテーマになっている「ひこうき雲」が歌われたことに「あの曲順はすごいね。涙が止まらなかった」と桑田に話したという。「Havana feat. Young Thug」では、ポルノ俳優からバナナ農園勤務へと転身した男という設定の「神良壁郎」（かみら かべろう）という架空のキャラクターに桑田が扮した。歌詞もエロティックな内容に変えているが、セーフセックスの啓発をするなど、AAAの理念に沿ったメッセージも込められている。「愛燦燦」では前回と同様美空ひばりを彷彿させる衣装をまとい、途中でスカートの裾が大きく広がり、桑田が徐々に高くせり上がるという小林幸子を思わせる演出が行われた。「古い日記」では和田アキ子を模した着ぐるみ人形が登場した他、この回では内田裕也とアントニオ猪木を模した着ぐるみ人形も登場している。
桑田によるAct Against AIDSの一環でのイベントはこの企画で最後となったため、アンコールでは原由子から「長い間お疲れさまでした」と花束を贈られている。前述の通り「ひとり紅白歌合戦」は完結される旨が発表されていたものの、桑田本人は終了後に自身のラジオで「第四回もやるか？（笑）」と冗談交じりに語っている。
山田洋次がこのライブを客席で観覧していた。

## チャート成績
2019年6月17日付のオリコン週間ミュージックDVD・Blu-ray Discランキングで、初週売上がDVDが1.5万枚、Blu-rayが2.2万枚で、合計3.7万枚を売り上げて初登場1位を獲得した。同ランキングでは、3作連続・通算4作目の首位獲得となった。

## 収録曲

### 共通
- 初回限定盤・通常盤共に収録。セットリストのタイトルはサザンオールスターズ会報「代官山通信 vol.145」10頁より参照。（）内は初版発売年。

オープニングコーナー
1. 憧れのハワイ航路 / 岡晴夫（1948年）
2. テネシー・ワルツ / 江利チエミ（1952年）
3. 学生時代 / ペギー葉山（1964年）
4. 涙くんさよなら / 坂本九（1965年）

グループサウンズ vs 昭和ビートガールズ対決
1. あの時君は若かった / ザ・スパイダース（1968年）
2. 雲にのりたい / 黛ジュン（1969年）
3. 想い出の渚 / ザ・ワイルドワンズ（1966年）
4. さすらいのギター / 小山ルミ（1971年）
5. 純愛 / ザ・テンプターズ（1968年）
6. 雨に濡れた慕情 / ちあきなおみ（1969年）
7. 愛する君に / ザ・ゴールデン・カップス（1968年）
8. 人形の家 / 弘田三枝子（1969年）

フォーク&ニュー・ミュージック対決
1. 大空と大地の中で / 松山千春（1977年）
2. 知床旅情 / 加藤登紀子（1970年）
3. ふれあい / 中村雅俊（1974年）
4. 翼をください / 山本潤子 (赤い鳥)（1997年）
5. 落陽 / 吉田拓郎（1973年）
6. 夢の中へ / 井上陽水（1973年）
7. なのにあなたは京都へゆくの / チェリッシュ（1971年）
8. 地上の星 / 中島みゆき（2000年）

昭和歌謡大ヒットメドレー
1. 世界の国からこんにちは / 三波春夫（1967年）
2. 三百六十五歩のマーチ / 水前寺清子（1968年）
3. 時の過ぎゆくままに / 沢田研二（1975年）
4. まちぶせ / 石川ひとみ（1981年）
5. ある日渚に / 加山雄三（1968年）
6. セーラー服と機関銃 / 薬師丸ひろ子（1981年）
7. 桜坂 / 福山雅治（2000年）
8. 異邦人 / 久保田早紀（1979年）
9. 夢芝居 / 梅沢富美男（1982年）
10. 愛の水中花 / 松坂慶子（1979年）
11. 北国の春 / 千昌夫（1977年）
12. あなたならどうする / いしだあゆみ（1970年）
13. 中の島ブルース / 内山田洋とクール・ファイブ[注 3]（1975年）
14. プレイバックPart2 / 山口百恵（1978年）
15. 会いたい / 沢田知可子（1990年）
16. さよならをもう一度 / 尾崎紀世彦（1971年）

特別枠
1. 世界に一つだけの花 / SMAP（2002年）
特別枠のみ桑田以外のサザンのメンバー4人も登場し、5人全員で歌唱した。
2. ドリフのビバノン音頭 / ザ・ドリフターズ（1973年）

平成生まれの歌コーナー
1. 雪の華 / 中島美嘉（2003年）
2. 海の声 / 浦島太郎 (桐谷健太)（2015年）
3. ハナミズキ / 一青窈（2004年）
4. どんなときも。 / 槇原敬之（1991年）
5. 君に、胸キュン。 / イエロー・マジック・オーケストラ（1983年）
6. 赤道小町ドキッ / 山下久美子（1982年）
7. 真夏の夜の夢～ひこうき雲 / 松任谷由実～荒井由実（1993年、1973年）
8. YOUNG MAN (Y.M.C.A.) / 西城秀樹（1979年）
9. 100万年の幸せ!! / 桑田佳祐（2012年）
10. Havana（英語版） feat. Young Thug / カミラ・カベロ[注 4]（2017年）
11. 熱き心に / 小林旭（1985年）
この楽曲からENCOREとなる。
12. つぐない / テレサ・テン（1984年）

このタイミングでやるのかよ!? ライブでやらずに特典映像でいいんじゃないの!?対決
1. 伊勢佐木町ブルース / 青江三奈（1968年）
2. 雪が降る / アダモ（1969年）
3. 与作 / 北島三郎（1978年）
4. 愛燦燦 / 美空ひばり（1986年）
5. 古い日記 / 和田アキ子[注 5]（1974年）

### 初回限定盤のみ収録
- 収録曲に関しては「昭和八十三年度! ひとり紅白歌合戦#収録曲」、「昭和八十八年度! 第二回ひとり紅白歌合戦#収録曲」を参照。

## 参加ミュージシャン
- 桑田佳祐：Vocal
- 斎藤誠：Guitar
- 中重雄：Guitar
- 角田俊介：Bass
- 河村“カースケ”智康：Drums
- 片山敦夫：Piano & Keyboards
- 深町栄：Piano & Keyboards
- はたけやま裕：Percussion
- 金原千恵子：Violin
- 笠原あやの：Cello
- 山本拓夫：Sax, Flute & B.Harp
- 吉田治：Sax, Flute & Piccolo
- 鍬田修一：Sax & Flute
- 竹村直哉：Sax & Flute
- 菅坡雅彦：Trumpet
- 小澤篤士：Trumpet
- 横山均：Trumpet
- 佐野聡：Trumpet
- 宮内岳太郎：Trumpet
- 朝里勝久：Bass Trombone
- TIGER：Chorus
- 小田原ODY友洋：Chorus
- 田中雪子：Chorus
- 角谷仁宣：Synth & Programming
- サザンオールスターズ
  - 関口和之：Vocal
  - 松田弘：Vocal
  - 原由子：Vocal
  - 野沢秀行：Vocal

## 動画関連
- 桑田佳祐 – ライブ映像作品『Act Against AIDS 2018「平成三十年度! 第三回ひとり紅白歌合戦」』トレーラー - YouTube
- 桑田佳祐 – 「ひとり紅白歌合戦 名迷場面集（『Act Against AIDS 2018「平成三十年度! 第三回ひとり紅白歌合戦」』トレーラー②） - YouTube